# Трамвай Карлсруе
49°00′33″ пн. ш. 8°24′14″ сх. д. / 49.0092° пн. ш. 8.40389° сх. д.
Трамвай Карлсруе (нім. Straßenbahn Karlsruhe) — трамвайна мережа стандартної колії, під орудою Verkehrsbetriebe Karlsruhe (VBK), у місті Карлсруе, Німеччина.
Мережа має загальну довжину 71,5 км
,
Трамвай має сім звичайних і три спеціальні лінії.
Лінія кінного трамваю відкрита в 1877 році, друга лінія вже парового трамваю відкрита в 1881 році.
З 1900 року мережа була електрифікована і розширена. 
Починаючи з 1997 року операційну діяльність на мережі здійснює компанія Verkehrsbetriebe Karlsruhe GmbH (VBK). У 1903-97 рр. перевезення здійснювало безпосередньо місто.

## Історія

### Кінний та паровий трамвай

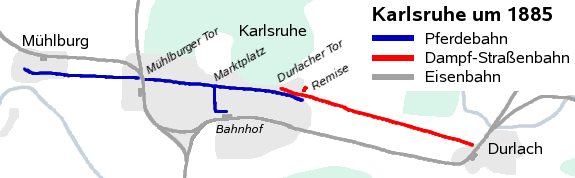
Мережа кінного та парового трамвая у 1885 році

Трамваї на вулицях Карлсруе з'явилися 21 січня 1877 р.
По-перше, це був кінний трамвай, який прямував зі сходу на захід, від Мюльбургер-Тор через Ринкову площу до казарм Готтезауе.
У тому ж році була продовжена лінія до Мюльбурга і побудовано відгалуження від Ринкової площі до станції Карлсруе-Головний.
Після продовження магістралі до Дурлаха, розташованого за 4 км на схід (16 липня 1881), його східну дистанцію відокремили як паровий трамвай. Наступні 19 років мережа трамвайних ліній жодним чином не змінювалася.
Кінні та парові трамваї в Карлсруе були не дуже прибутковими.
Попри те, що кількість перевезених пасажирів неухильно зростала (1,6 млн в 1882 р., 2,5 млн в 1893 р. і 3,6 млн в 1899 р.), матеріальне становище підприємства було поганим, і воно неодноразово перепродувалось.
Зрештою, його придбав Об'єднане товариство кінних і парових трамваїв Карлсруе, Мюльбурга та Дурлаха.
У 1893 році підприємство мало 5 паровозів (для лінії на Дурлах), 46 коней і 32 вагони, з яких 15 — для паровозів, а решта — для кінного трамвая.

### Електрифікація

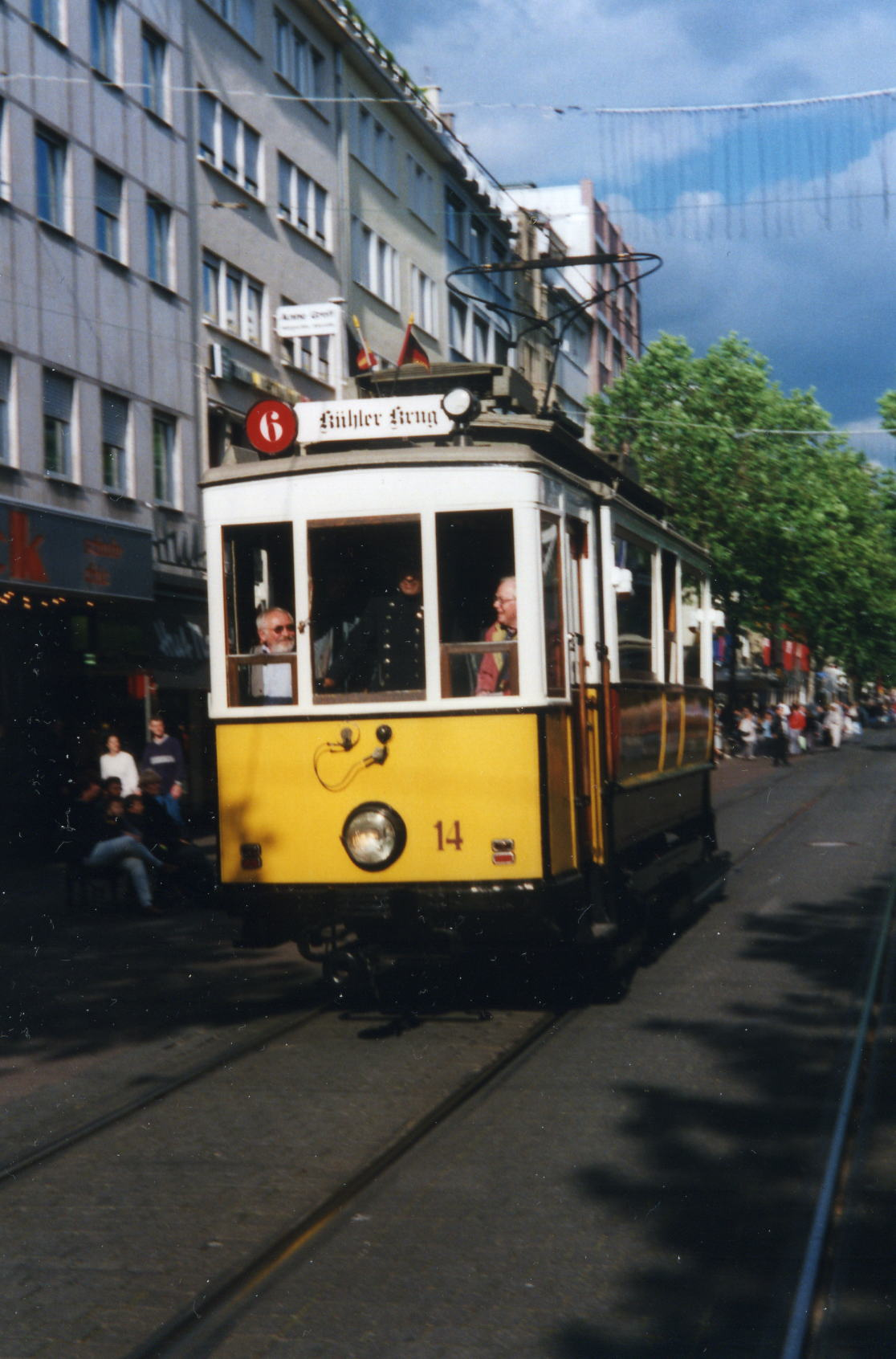
Музейний вагон №14, одн з першої серії електричних трамваїв Карлсруе, доставлений до міста у 1899 році

У 1894 році кінний і паровий трамваї Карлсруе придбала компанія AEG та заснувала Karlsruher Straßenbahn-Gesellschaft (Трамвайна компанія Карлсруе) з наміром перетворити його на електричний трамвай. Цей проєкт спочатку був відкладений через побоювання, що електричні повітряні лінії зруйнують центр міста, а електричні трамваї заважатимуть приладам Технічного університету. Трамвайна мережа не була електрифікована до 1900 року, але компроміс означав, що повітряні лінії не прокладалися через центр Карлсруе, а замість цього використовувалися акумуляторні вагони.
Перший електричний трамвай був відкритий на колишньому маршруті парового трамвая між Durlacher Tor і Durlach 10 лютого 1900 року; а кінний трамвай працював до 19 березня до перетворення. Для роботи з електрикою було придбано 46 двовісних електричних вагони, з яких 19 могли працювати лише на околицях Мюльбурга та Дурлаха, а інші 27 вагонів могли працювати в центрі міста завдяки вбудованим акумуляторам. Через три роки трасу в центрі міста обладнали повітряною лінією і відмовилися від акумуляторного режиму, щоб усі вагони могли їздити всюди.
У наступні роки трамвайна мережа була розширена до деяких новостворених передмість (Остштадт, Вестштадт, Зюдвестштадт) і до сусіднього міста Байертгайм. Проте трамвайні колії суттєво ускладнювали маршрути в центрі міста, тому не всі запропоновані розширення вдалося реалізувати. Важливість трамвая для розвитку міст спонукала місто Карлсруе викупити трамвайну мережу у компанії AEG в 1903 році та перетворити його на муніципальне підприємство. Порівняно з періодом кінно-парових перевезень прискорилося розширення мережі та стрімко зріс пасажиропотік. Наприклад, в 1901 році було перевезено 6,8 мільйонів пасажирів, а до 1912 року пасажиропотік досяг 15,9 мільйонів пасажирів на рік.

### Розвиток до Другої світової війни
На розвиток трамвайної мережі Карлсруе на початку 20-го століття вплинули численні залізничні переїзди в районі міста, де трамваям було заборонено перетинати залізницю або можна було перетинати лише з обмеженнями. Тому деякі з бажаних розширень, наприклад, у південному районі, стали можливими лише після перенесення станції Карлсруе в 1913 році. Згодом трамвайну мережу було розширено на південь. Однак деякі з цих розширень були відкладені через Першу світову війну до 1921 року.
У 1915 році місцева вузькоколійна залізниця Карлсруе була придбана містом Карлсруе, і мережа метрової колії стала частиною міського трамвая. Однак робота з метровою колією була неекономічною, і більшість її дистанцій було закрито до 1938 року. Робота з метровою колією нарешті припинилася на останній лінії до Гагсфельда в 1955 році.

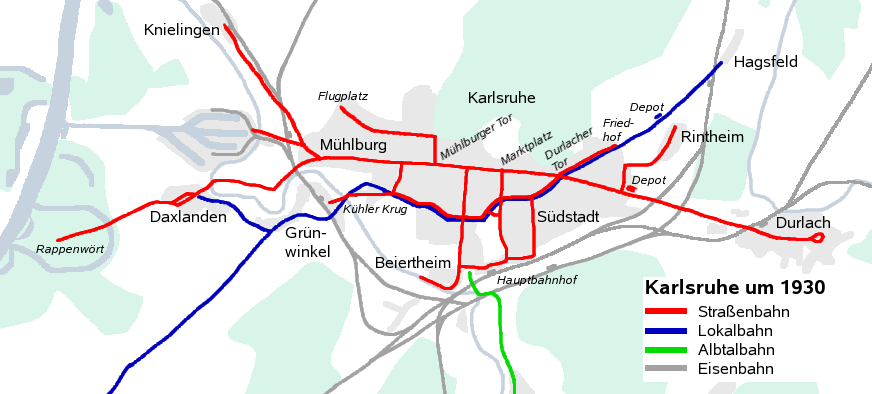
Трамвайна мережа Карлсруе у 1930 році

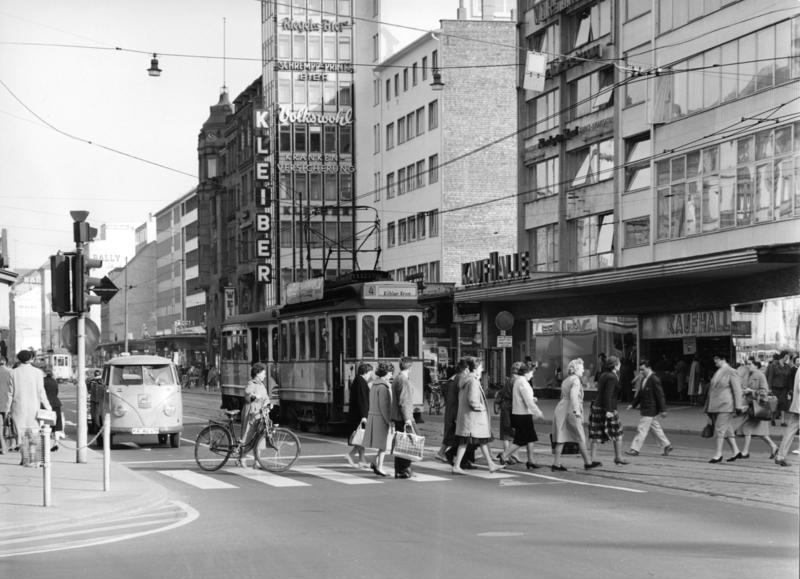
Двовісний трамвай виробництва 1920-х років на вул. Кайзерштрассе (1961)

Кількість пасажирів неухильно зростала до Першої світової війни з рекордними 56,3 мільйонами в 1919 році, але через економічні умови після війни та гіперінфляцію в 1923/24 роках пасажирообіг скоротився лише до 21 мільйона. До 1925 року пасажиропотік відновився і досяг рівня близько 40 мільйонів пасажирів щорічно. Економічне відновлення після 1924 року зробило можливим розширення мережі до сусідніх міст, таких як Кнілінген (1925), Даксланден (1928) і Рінтгайм (1929). Також в 1929 році нещодавно  басейн просто-неба Райнстрандбанд на острові Раппенверт був сполучений з Карлсруе. Ця лінія діяла до 1997 року, але, через відсутність житла на лінії, діяла лише в літній купальний сезон. Велика депресія унеможливила подальше розширення маршруту в ті роки. Кількість пасажирів зменшилася, а дефіцит збільшився. У результаті були зроблені спроби економії шляхом використання причепів замість додаткових трамваїв.
Трамвай Карлсруе постраждав від Другої світової війни. Спочатку основними наслідками війни була нестача кадрів і матеріалів, тому, як і під час Першої світової війни, кондукторами та водіями працювали жінки, а чоловіки почали переважати лише в мирний час до початку 1990-х років. Для захисту від повітряних нальотів було вжито заходів із затемнення: частково закрили фари та вікна, трамваї замаскували в сірий колір. Через нестачу пального рух вантажівок був обмежений у воєнні роки, тому трамваї перевозили пошту між станцією Карлсруе та головним поштамтом, а також вантажі з фруктами та овочами з торгового залу до різних роздрібних торговців. Як і під час Першої світової війни, кількість пасажирів також значно зросла під час Другої світової війни, досягнувши 66 мільйонів пасажирів в 1943 році. Трамваї були пошкоджені бомбардуванням в 1941 році, а трамвайна мережа була закрита в 1944 році через масові нальоти та могла бути лише частково відновлена до експлуатації. Окрім пошкодження мережі, було знищено два трамвайні вагони та три причепи.
Після окупації Карлсруе у квітні 1945 року трамвайне сполучення було поступово відновлено. До 1950 року реконструкцію було завершено, хоча деякі мости ремонтували лише тимчасово. Перевезення фруктів, овочів та пошти трамваєм завершилося з нормалізацією обстановки.

### Модернізація та розширення

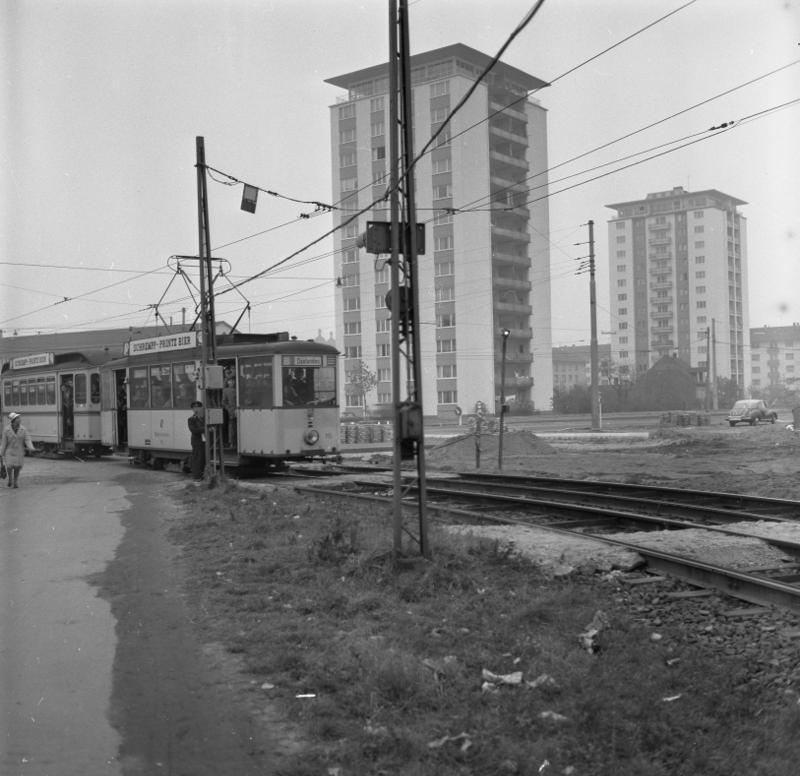
Вагон часів Другої світової війни у новозбудованому житловому районі, 1961 р.

Невдовзі після Другої світової війни в міському розвитку відбулися структурні зміни, які мали значний вплив на громадський транспорт, а також на місто загалом. Це передбачало створення нових, великих житлових масивів на периферії, які мали бути сполучені з містом. З 1960-х років спостерігається посилення субурбанізації, що призвело до значного зростання населення в сусідніх муніципалітетах, яке продовжується донині. Паралельно з цим відбулися зміни в економічній структурі: великі заводи в місті було закрито, а нові промислові та комерційні райони були збудовані на околицях.

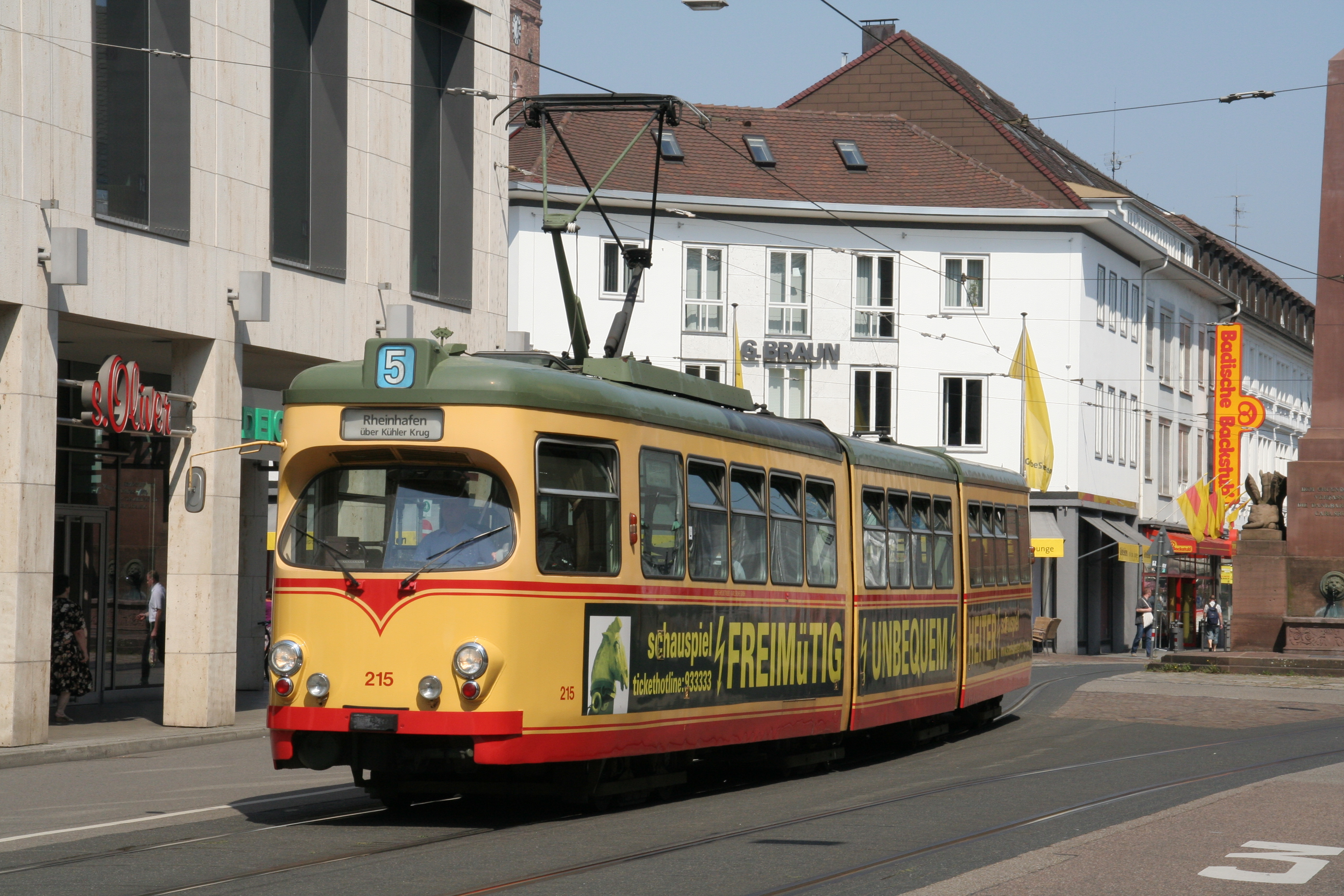
Зчленований трамвайний вагон №215 на Карл-Фрідріх Штрассе

Зростання масової автомобілізації призвело до зростання конкуренції з трамваями. Крім того, збільшення автомобільного руху призвело до зростання заторів на трамвайних маршрутах. З іншого боку, трамвайна мережа на початку 1950-х років була такою ж, як і в 1930-х роках. Важка економічна ситуація 1930-х років і матеріальні нестатки та руйнування під час Другої світової війни не дозволяли модернізувати транспортні засоби та обладнання.
На відміну від багатьох інших міст, які закрили свої трамвайні мережі, Карлсруе почав модернізувати свою мережу: до 1980 року 75% колій було відокремлено від дорожнього руху та модернізовано до двоколійних, за винятком чотирьох коротких дистанцій. У кількох місцях поруч із трамвайними лініями були побудовані ширші паралельні дороги. З 1974 року в центрі міста була створена пішохідна зона поруч із трамвайними лініями. Єдиним маршрутом, перетвореним на автобусний, була коротка лінія до Байертгайма, закрита в 1956 році. Починаючи з 1953 року було збудовано нові лінії, щоби закрити прогалини в мережі та забезпечити нові райони міста трамвайним сполученням. Таким чином, у 1960 році було побудовано сполучення з Вальдштадтом, у 1975 році — з Нордвестштадтом, у 1980 році — з Рейнстранзідлунгом і в 1986 році — з Оберройтом.
Рухомий склад було оновлено шляхом придбання 23 чотиривісних трамвайних вагонів 1954 року випуску та 75 шести- та восьмивісних зчленованих трамваїв між 1959 та 1978 роками, так що довоєнні двовісні трамваї були вилучені з експлуатаційного парку на початку 1970-х років. Нові вагони, представлені з 1969 року, дозволяли працювати без провідників і, таким чином, уможливлювали подальшу раціоналізацію операцій.
Придбання залізниці Альбтальбан та залізниці Бузенбах-Іттерсбах разом з транспортною компанією Альб-Веллі (Albtal-Verkehrs-Gesellschaftб AVG) в 1957 році, а також їх переналаштування та підключення до трамвайної мережі Карлсруе дозволили транспортним засобам AVG працювати на коліях міста Карлсруе, що забезпечило пряме сполучення між околицями та центром Карлсруе. Подальший розвиток транспортної інфраструктури регіону відбувся після 1979 року з інтеграцією Hardt Railway до AVG та розробкою нової системи трамвая-поїзда, здатного рухатися залізничними коліями. Згодом за прикладом Карсруе аналогічні системи впровадили в десятках інших міст світу. У 1994 році була введена загальна система тарифів на проїзд із заснуванням Транспортної асоціації Карлсруе (Karlsruher Verkehrsverbund, KVV). У 1997 році Verkehrsbetriebe Karlsruhe було перетворено на громадську компанію, раніше це було комунальне підприємство, яке належало місту.
Попри масштабну модернізацію, з 1950 по 1985 роки кількість пасажирів не змінювалася та зберігалася на рівні близько 40 мільйонів на рік. Кількість пасажирів зросла лише з розширенням мережі з 1980-х років, запровадженням регулярних рейсів з тактовим розкладом, привабливими тарифами та підвищенням екологічної обізнаності серед людей. У 1996 році трамваї VBK перевезли 66 мільйонів пасажирів, а міські автобуси ще 10 мільйонів. Зараз автобуси та трамваї щорічно перевозять 100 мільйонів пасажирів.

### Теперішня ситуація

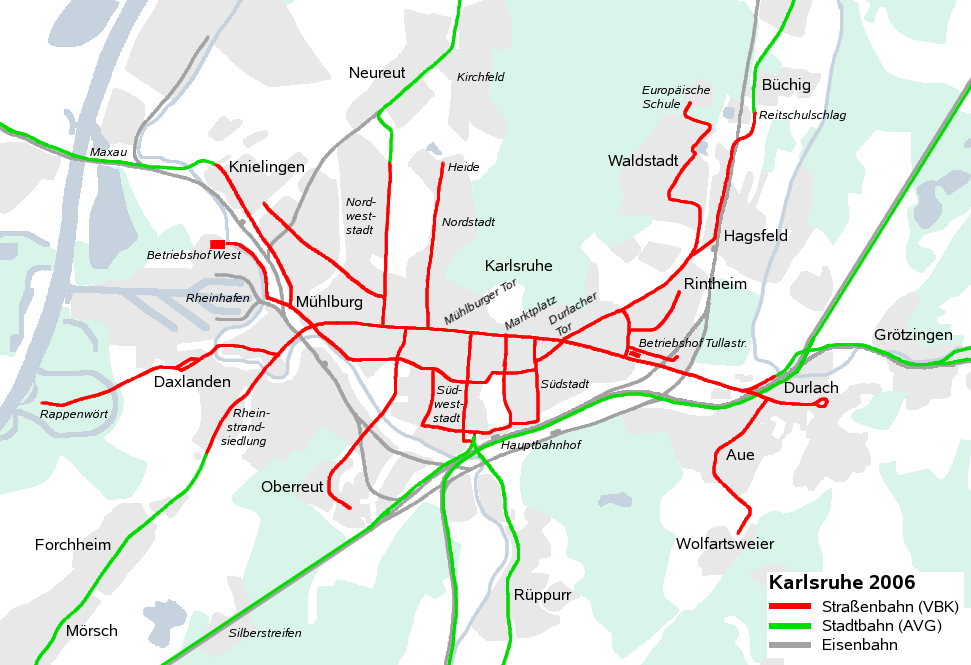
Схема трамвайних маршрутів станом на 2006 рік

З середини 1990-х років рухомий склад оновлювався закупівлею низькопідлогових трамваїв, тому зчленовані трамваї 1960-1970-х років були в основному виведені з експлуатації. Старіші транспортні засоби все ще використовуються лише на трамвайній лінії 5. Останніми вдосконаленнями трамвайної мережі є трамвайні лінії на Брауерштрассе (2000), до Європейської школи (2000), до Вольфартсвайера (2004) і до Нордштадта (2006). У 2008 році було введено в експлуатацію ще одне трамвайне депо в Карлсруе-Остштадт.
3 березня 2011 року розпочато будівництво лінії від Туллаштрассе через Шлахтхофштрассе та Людвіг-Ерхард-Алеє до Баумейстерштрассе. Маршрут довжиною 2,2 км із чотирма новими зупинками був відкритий після 18 місяців будівництва 8 вересня 2012 року, вартістю близько 30 мільйонів євро. Він обслуговується продовженням трамваю № 6 від головного залізничного вокзалу Карлсруе з інтервалом у десять хвилин.

### Тунель штадтбану
Починаючи з 1960-х років були спроби побудувати трамвайний тунель у центрі Карлсруе, щоб розвантажити головну торгову вулицю від трамваїв. Однак ці плани завжди провалювалися через високу вартість такого проєкту. Оскільки кількість трамваїв у центральному коридорі вздовж Кайзерштрассе продовжувала зростати з розширенням трамвайної мережі Карлсруе у 1980-х та 1990-х роках, були розроблені подальші плани щодо тунельного маршруту, щоб розвантажити наземну трамвайну лінію. Після початкового відхилення на референдумі в 1996 році змінений план був підтверджений на наступному референдумі у 2002 році. Наприкінці 2005 року так зване «комбіноване рішення» для тунелю штадтбану завершило процес затвердження планування. У грудні 2008 року регіональна рада Карлсруе затвердила деталі робіт. Будівництво тунелю стартувало у 2010 році.
Проєкт складалося з кількох частин:

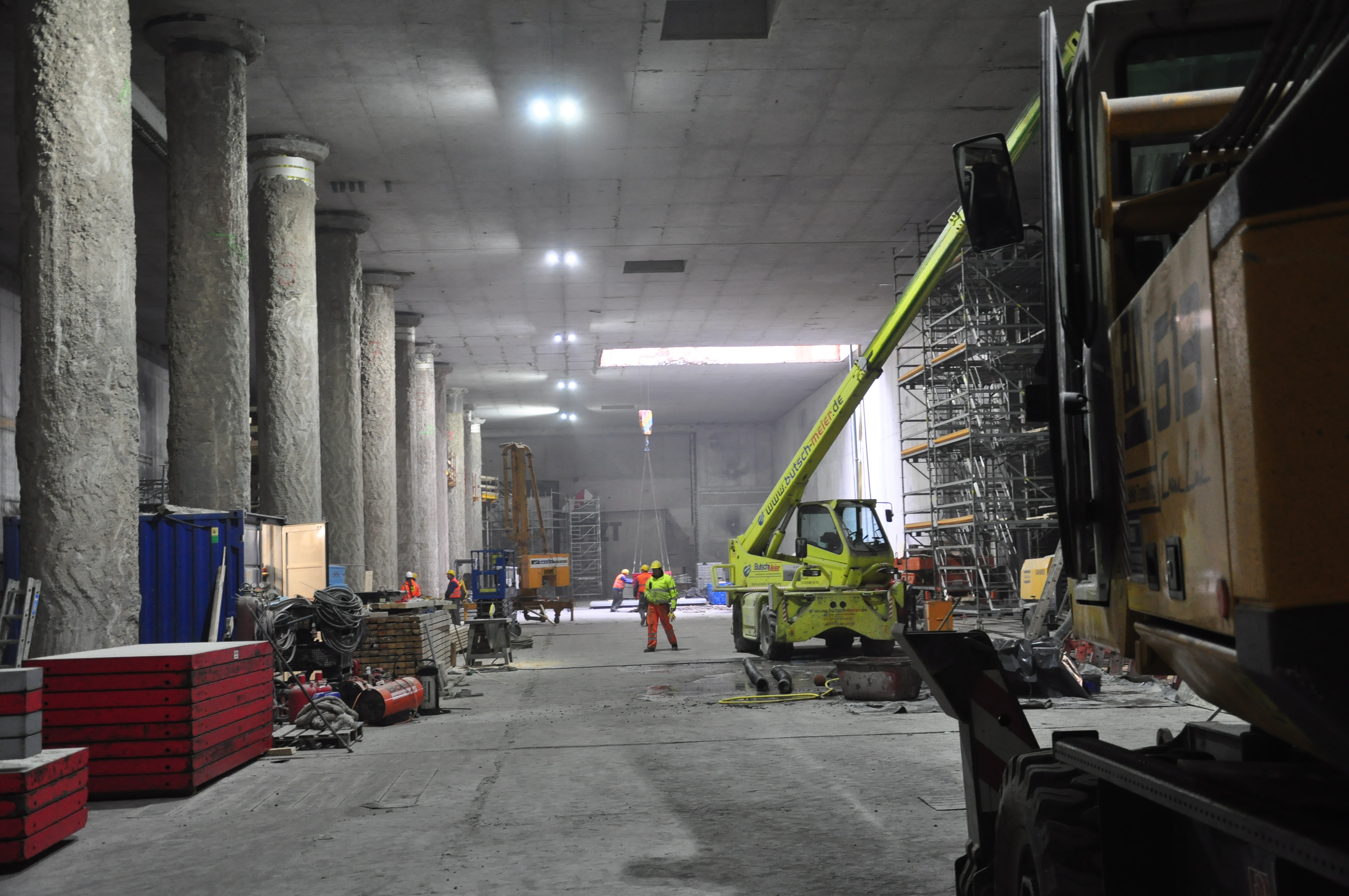
Будівництво підземної станції Марктплатц, лютий 2017

- Будівництво двоколійного залізничного тунелю в напрямку схід-захід на Кайзерштрассе між Дурлахер-Тор і Мюльбургер-Тор з відгалуженням від Марктплац на південь до Конгрес-центру (; близько 3,5 км тунелю з сімома станціями);
- Будівництво двоколійної трамвайної лінії на Крігсштрассе між Карлстор і Мендельсонплац, приблизно за 400 м на південь від Кайзерштрассе (довжина: 1,2 км)
- Будівництво автомобільного тунелю під Крігштрассе;
- Демонтаж наземних трамвайних колій на Кайзерштрассе між Європа-плац і Кронен-плац на Карл-Фрідріхштрассе/Етлінгер-штрассе між Марктплатц і Фірортбад.

Початково вартість проєкту оцінювалася у 496 мільйонів євро. У червні 2007 року Федеративна Республіка Німеччина, земля Баден-Вюртемберг і місто Карлсруе домовилися про розподіл витрат. У грудні 2008 року оцінку витрат було скориговано до 588 мільйонів євро, які фінансуються за рахунок федерального гранту в 311 мільйонів євро (60% витрат), державних коштів у 103,6 мільйонів євро (20%) плюс частка міста в 173 мільйони євро (20% плюс витрати, які не підлягають федеральному фінансуванню та фінансуванню штату). За результатами тендеру остаточна вартість оцінювалася вже приблизно у 630 мільйонів євро.

Фінансуванням та впровадженням займається компанія, створена для цієї мети: Karlsruher Schieneninfrastruktur-Gesellschaft mbH. Очікується, що реалізація проєкту розвантажить центральну частину міста від трамвайного та автомобільного руху. Міське середовище виграє в результаті ліквідації трамвайних колій у пішохідній зоні та перебудови Крігштрассе. Також місто виграє від підвищення пропускної здатності трамвайної мережі.

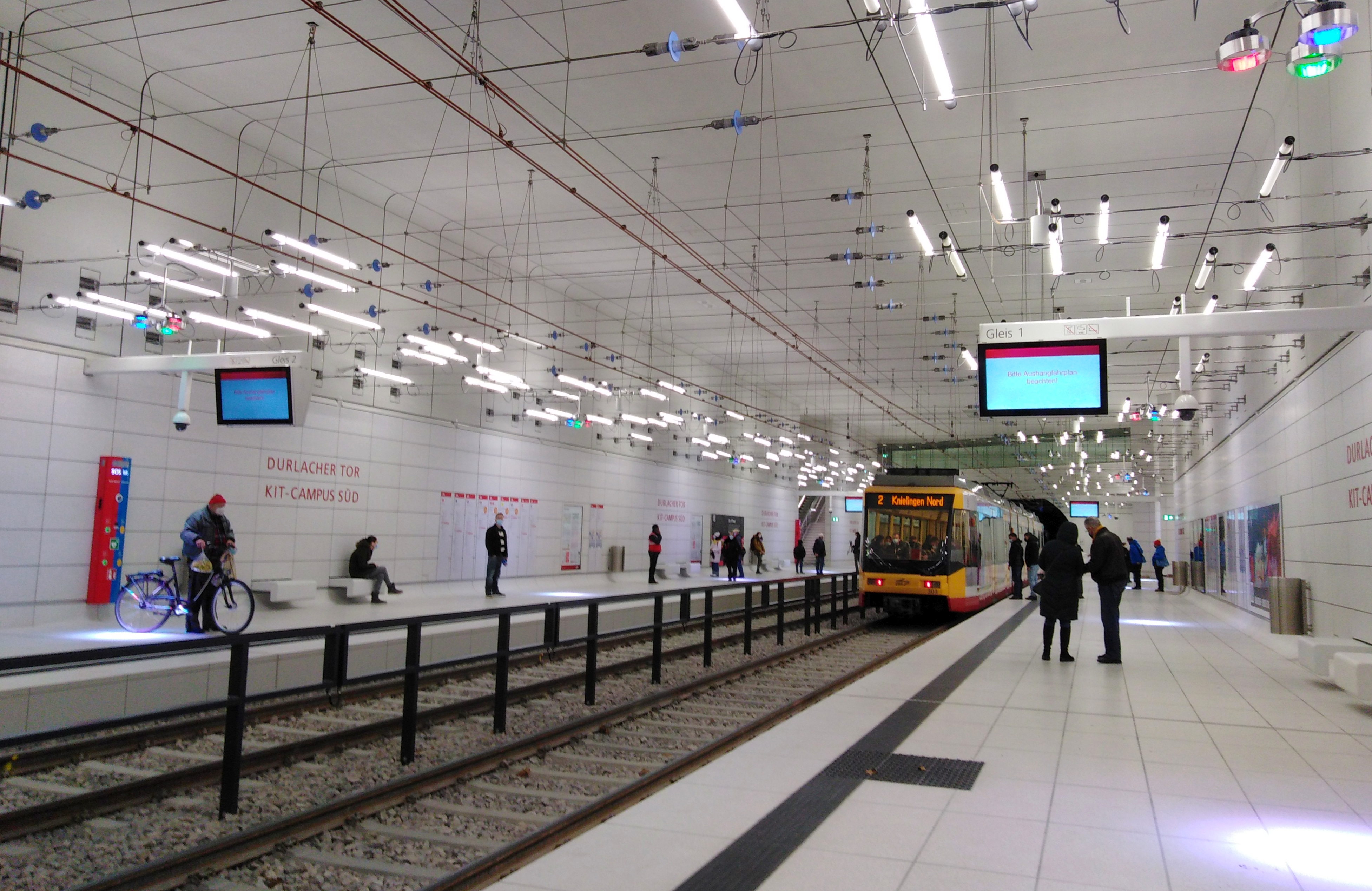
Підземна трамвайна зупинка Durlacher Tor

Проєкт досі залишається дуже дискусійним, що відбилося і на результатах двох попередніх референдумів. Особливо критикують високу вартість і збої під час будівництва. Необхідність проєкту продовжує ставитися під сумнів, і були запропоновані альтернативні концепції у формі змінених трас. Громадянська ініціатива проти комбінованого рішення була запущена влітку 2009 року з вимогою проведення третього референдуму, але вона провалилася в адміністративному суді.
21 січня 2010 року було розпочато будівництво тунелю Stadtbahn. Перші підготовчі роботи вже були виконані в 2009 році. Будівництво тунелю Stadtbahn було нарешті завершено у 2021 році, на п’ять років пізніше, ніж було заплановано.
Загальна вартість проєкту склала понад 1,5 млрд євро. Тунель Stadtbahn і трамвайна лінія на Kriegsstraße були відкриті 11 грудня 2021 року. У той же час трамвайну лінію на Kapellenstraße між Durlacher Tor і Rüppurrer Tor було знову відкрито для регулярного руху після того, як воно було перервано з 2011 року через будівельні роботи і з 1969 року використовувався лише як об'їзний шлях. Відкриття тунелю Stadtbahn супроводжувалося закриттям наземної трамвайної лінії на Kaiserstrasse між Kronenplatz і Europaplatz. Наземний трамвайний маршрут між Марктплац і Аугартенштрассе вже був закритий у листопаді 2013 року під час будівельних робіт.
На семи станціях нового маршруту запланована приватна арт-інсталяція Маркуса Люперца, фінансована виключно за рахунок пожертвувань. Вона має називатися Genesis, і її зміст викликає суперечки. Художній проєкт ще не був завершений, коли відкрився тунель.

## Лінії
| Лінія | Маршрут | Примітки |
| ----- | --- | --- |
| 1     | Дурлах — Ауер-Штрассе — Туллаштрассе — Дурлагер-Тор — Марктплац — Ойропаплац — Шиллерштрассе — Вайнбреннерплац — Ойрофалле — Оберройт-Баденіаплац | |
| 2     | Вольфартсвайер — Ауе — Ауер-Штрассе — Туллаштрассе — Дурлагер-Тор — Рюппурер-Тор — Карлсруе-Головне — ЦКМ — Карлштрассе — Ойропаплац — Йоркштрассе — Штедтішес-Клінікум — Зимензалле — Зудетенштрассе- Піонірштрассе — Егон-Айрман-Алле — Кнілінген-Норд | |
| 3     | Тіфолі — Карлсруе-Головне — Карлштрассе — Ойропаплац — Мюльбургер-Тор — Гайде | |
| 4     | Ойропафіртель — Вальдштадт — Гіртенвег/Технологіпарк — Гауптфрідгоф — Дурлагер-Тор — Марктплац — Ойропаплац — Карлштрассе — Карлсруе-Головне — Тіфолі | |
| 5     | Райнгафен — Ентенфанг — Кюлер-Круг — Вайнбреннерплац — Матиштрасе — Концертаус — Рюппуррер-Тор — Дурлагер-Тор — Гауптфрідгоф — Рінтайм | |
| 6     | Гіртенвег/Технологіпарк — Туллаштрассе — Шлосс-Готтезауе/Гоксхуле-фюр-Музик — Остендштрассе — Концертгауз — Карлстор — Ойропаплац — Ентенфанг — Даксланден — Раппенверт                                                                                  | Не всі трамваї прямують до Раппенверту |
| 8     | Вольфартсвайер — Ауе — Дурлах | Працює лише з понеділка по п'ятницю в навчальні дні. |
| S2    | Райнштеттен — Мессе — Райнстрандзидлунг — Ентенфанг — Ойропаплац — Марктплац — Дурлагер -Тор — Гауптфрідгоф — Гіртенвег/Технологіпарк — Гагсфельд — Штутензе-Бланкенлох — Штутензе-Фрідріксталь — Шпек                                                   | AVG володіє дистанціями Райнштрандзидлунг–Райнштеттен та Зинсгаймер-штрасе–Штутензе, але поїзди Stadtbahn обслуговує VBK; лінія вважається складовою штатбану Карлсруе. |

## Рухомий склад
| Фото | Тип       | Виробник               | доставка    | Кількість | Нумерація |
| ---- | --------- | ---------------------- | ----------- | --------- | --------- |
|      | GT6-70D/N | Duewag / Siemens       | 1995 — 2005 | 45        | 221 — 265 |
|      | GT8-70D/N | Duewag / Siemens       | 1999 — 2003 | 25        | 301 — 325 |
|      | NET 2012  | Vossloh / Stadler Rail | 2014 — 2019 | 75        | 326 — 400 |